# V.22bis
V.22bis to standard transmisji danych rekomendowany przez ITU-T, rozszerzający standard V.22 o nowe przepustowości, charakteryzujący się pełną transmisją dwukierunkową pomiędzy dwoma modemami wdzwanianymi (połączenie wdzwaniane, ang. dial-up). W modulacji użyte jest kluczowanie QAM przy prędkość transmisji 600 baud przy czym przepustowość łącza może wynosić 2400 lub 1200 bit/s. Tryb 1200 bit/s jest kompatybilny z rekomendacją V.22.